# Demoscéna

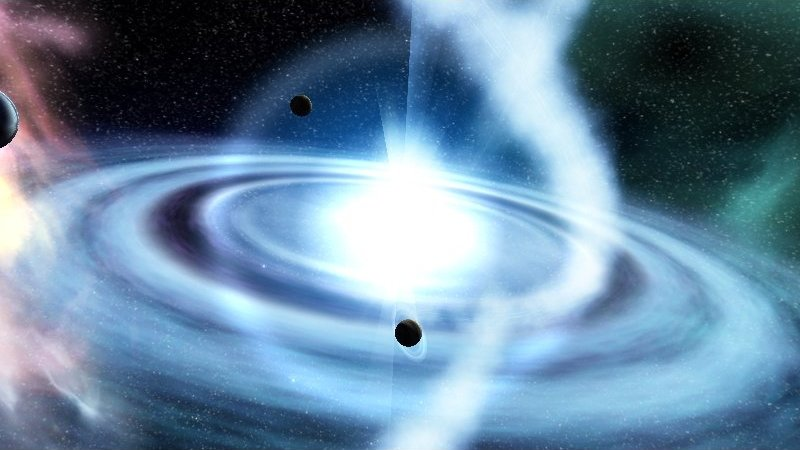
64k intro Beyond (2004)

Demoscéna (demoscene) je fenomén na pomezí umění, tvorby a undergroundu, které vzniká, je určeno a prezentováno na počítačích. Roku 2020 zařadilo Finsko demoscénu jako součást svého kulturního dědictví UNESCO.

## Demo
Specializací demoscény je tvorba tzv. dem (jedn. č. demo), což jsou neinteraktivní audiovizuální díla ve formě počítačových programů, jejichž účelem je za maximálního využití hardware, na kterém běží, ukázat co nejpůsobivější audiovizuální prezentaci, která strhne svou originalitou, propracovaností, komplexitou. Aspirací dem je i pokusit se bortit představy o mezích daného hardware či předsudcích o tom, že počítače jsou jen pro práci a hry.

## Demosceneři
Lidem, kteří dema tvoří, se říká demosceneři (demosceners), nebo jen sceneři (scener). Dělí se podle svých schopností na počítačové grafiky (graphicians) s možným přídomkem „2D“ nebo „3D“ (též modeleři, modelers); hudebníky (musicians), programátory (též kódeři, coders). Zjednodušeně je lze chápat jako počítačové nadšence s velkou mírou kreativity a nutkáním vytvořit výjimečné demo (nebo, podle svých schopností, jeho tu kterou složku).

## Demoprodukce
Demo je chápáno jako syntéza příspěvků všech demoscenerů, kteří se na jeho vývoji podíleli (hudební stránka, grafická stránka, design, výkonnost programu, originalita řešení, celková koncepce a styl), a tím pádem i vrcholný produkt úsilí všech zúčastněných. Nicméně, grafikům nic nebrání tvořit počítačové obrázky, stejně jako hudebníkům (počítačové) skladby, a i toto se považuje za artefakty demoscény. Souhrnně se mluví o (demo)produkci.

## Demoskupiny
Lidé těchto „profesí“ se mohou organizovat v demoskupině (demogroup). Není to pravidlem, ale v demoskupině může figurovat i člen, který se stará o komunikaci mezi jejími ostatními členy, udržování pravidelných kontaktů, organizování schůzek za účelem tvorby (i odreagování) a stykem s ostatními skupinami. Může to být jeden z výše zmíněných členů, v opačném případě mluvíme o tzv. organizátorovi (organizer). Do první poloviny 90. let se v demoskupině občas vyskytoval i tzv. swapper nebo sysop, jehož úlohou byla korespondence a komunikace s ostatními demoskupinami a jejich swappery. S nástupem internetu jejich funkce ztratila na významu.

## Demoparty

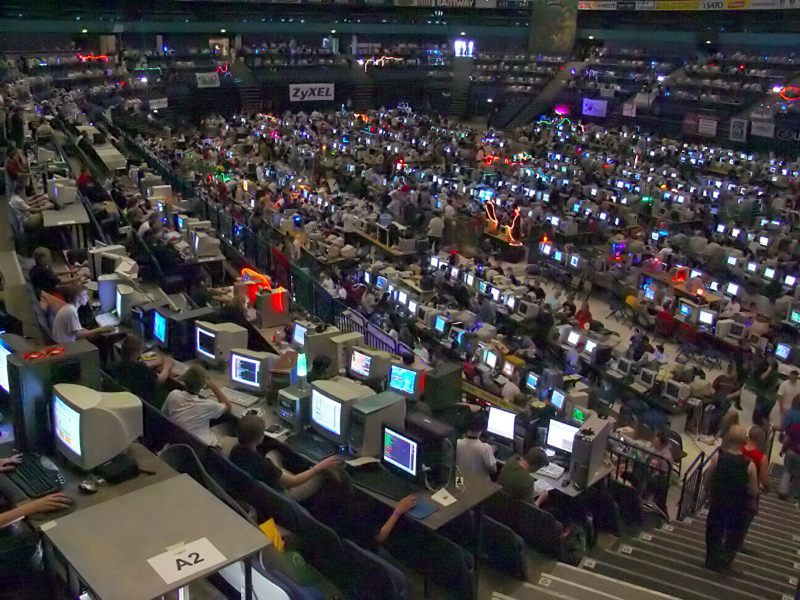
Demoparty Assembly 2004, která se konala v útrobách zimního stadionu v Helsinkách

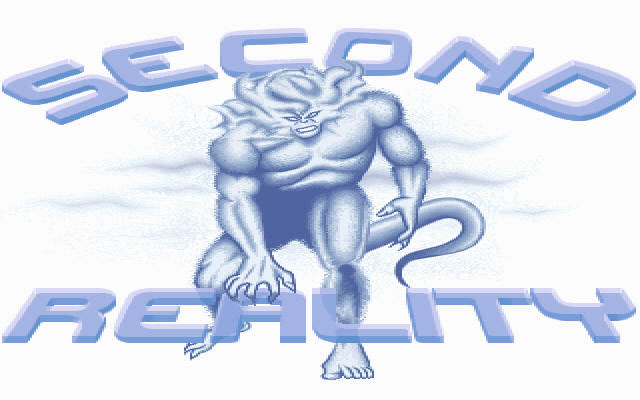
PC demo Second Reality od Future Crew vyhrálo 1.místo v soutěži Assembly 1993

Organizátoři z jedné či více demoskupin čas od času uspořádají tzv. demoparty, což je setkání demoscénerů i příznivců demoscény a počítačových nadšenců, které doprovází projekce nejlepších v minulosti udělaných dem, doprovodný program ve formě přednášek na pomezí demoscény (například videoart, počítačové hry, prezentace nové herní konzole atp.) a v neposlední řadě zábava.
Největší na světě je finská Assembly demoparty. Z Norské The Gathering se z demoparty stala spíše událost pro multiplayer hráče. Další známé demoparty jsou německý Breakpoint, Evoke a tUM a švédský Bünzli.

## Společné prvky demoscény a dem
- počítač – demoscéna je vyvíjena na počítačích, na kterých probíhá analýza i syntéza jeho složek, a prezentována na počítačích. Není však striktně stanovena platforma, a tak vedle sebe může existovat stále aktivní tvorba pro již čtvrt století starý 8bitový Sinclair ZX Spectrum, 16bitovou Amigu i pro nejnovější 64bitový systém. Postupně, během několika posledních let, se demoscéna rozrostla i na herní konzole a marginálně i na zařízení s podporou Javy. Spíš jako zajímavost, vznikla dema pro některé programovatelné kalkulačky Texas Instruments.
- „real-time“, neboli výpočet v reálném čase, je podstatou každého dema. Dema nejsou vyrenderované animace, ale program, který svůj audiovizuální obsah prezentuje „za běhu“. Některé aspekty animace mohou být předpočítány nebo vygenerovány několik sekund po spuštění dema, pouhé přehrávání předem uložené animace se ale za demo nepovažuje.
- neoficiálnost. Vytváření demoskupin a demoparties (viz níže) je příklad asi nejvyšší míry „organizovanosti“ v demoscéně. V demoskupinách neexistuje nic jako členské příspěvky, vstupní testy, zasedání, dozorčí rada, ani byrokracie jakéhokoli druhu. Jediné důležité, v čem by měla mezi jejími členy panovat shoda, jsou představy o tom, jakým směrem by měla kráčet jejich produkce.
- nekomerčnost – distanc od komerční tvorby. Dema jsou tvořena za tím účelem, aby je šířilo a shlíželo co největší množství lidí; nezřídka jsou uvolňovány i zdrojové kódy k demům. V podstatě platí, že komerční prezentace nemůže spadat do demoscény.
- amaterismus (v dobrém slova smyslu). Demoscéneři na demech pracují ve svém volném čase. Nicméně, znaky amatérské tvorby ve svých dílech se snaží eliminovat a dosáhnout úrovně profesionálů. Panuje konsensus, že například v oblasti hudebních skladeb je již kvalita tvorby těch nejlepších scénerů nerozeznatelná od komerční tvorby.
- snaha překonávat limity. Svou demoprodukcí se demoscéneři snaží překonávat limity v celkové kvalitě a audiovizuálním účinku na diváky (tedy ty, co si demo spustí). Snaží se ale bortit i obecné představy o tom, čeho lze dosáhnout na nižších, méně výkonných nebo starších platformách (ZX Spectrum, Amiga, Game Boy Advance). Ba co více, podle domluvy mohou být dema omezena velikosti spustitelného souboru (a případně datových souborů ke spuštění potřebných). Tato omezení nedeprimují, ale naopak motivují demoscénery k překonání bariér konvencí.
- apolitičnost. Organizace v demoskupinách je formální – její členové nejsou ničím povinováni. Nemají například zakázáno vytvářet tzv. kooperace se scénery z jiných skupin na jiné demo-tvorbě. V demoskupinách v drtivé většině neexistuje ani hierarchie moci a podřízenosti. Jedinou výjimkou mohou být pravidla, na kterých se shodnou všichni její členové, plus každý, kdo se do demoskupiny chce přidat.
- neurčitost. Demoscénu je těžké přesně definovat a hranice mezi tím, co do ní ještě spadá a co už nikoli, je neostrá a do velké míry závisí na subjektivním názoru většiny. Je běžné, že ze sta odpovědí scénerů, co je to demoscéna, dostaneme sto rámcově stejných ale v detailech se přece jen lišících odpovědí.
- zábava. Demoscéna podle jejích představitelů není beze zbytku jen počítačová kultura nebo digitální umění – díky tomu, že nesplňuje žádné kritérium v její oficiálnosti či nutnosti držet se jakýchkoli jejích stanov (které mimochodem nemá), se tato živelně vyvíjí, řízená pouze úmysly těch, kdo ji tvoří.

### Demosoutěž
Na demoparty demoscéneři jedou zpravidla se svojí demoprodukcí, kterou speciálně pro ni utvořili (podobně jako se filmaři sjíždějí na festival). Hlavní událostí demoparty je demosoutěž (democompetition), což je soutěžní přehlídka demoprodukce, kterou demoscéneři na tuto demoparty přihlásili a která je typicky promítána na velkém promítacím plátně (tzv. big screen) a pouštěna z výkonných reproduktorů. Všichni účastníci mohou při nebo po projekci hlasovat o nejlepší příspěvek v každé kategorii, který je většinou na konci demoparty slavnostně vyhlášen a vítěz kromě věhlasu většinou získá i menší odměnu.
Hlavním účelem demoparties však podle demoscénerů samotných je samotná možnost setkat se fyzicky se členy jiných demoskupin, konfrontovat své názory na demoscénu, poznat jiné přístupy k ní, vidět práce jiných demoscénerů a seznámit se s demoscénou na jiných platformách.

### Anglicky
- Pouët.NET – aktivní portál s databází dem a inter
- demoscene.info – přiblížení demoscény laikům
- Scene.org Awards – ceny za nejlepší počiny v demoscéně
- Scene.org – archiv dem a inter
- Moleman 2 – The Art of the Algorithms – celovečerní dokument o demoscéně vč. českých titulků (youtube verze)

### Česky
- scene.cz – český demoscénní portál
  - výběr kvalitních dem pro PC
- L.P. Fish, Demoscéna je umění softwarových pirátů, 2005 a Magellan, Demoscéna, 1999[nedostupný zdroj]